# Vaalgras

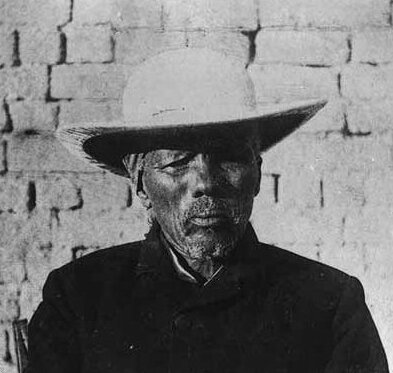
Hendrik Witbooi.

Vaalgras is een plaats in de regio ǁKaras in het uiterste zuiden van Namibië. De plaats telt circa 500 inwoners. In 1905 is de leider van de Nama's, Hendrik Witbooi, bij dit dorp overleden in zijn strijd tegen Duitse kolonisators.